# Ritratto di un amore
Ritratto di un amore (Bonnard, Pierre et Marthe) è un film del 2023 scritto e diretto da Martin Provost. 
La pellicola è incentrata sul matrimonio del pittore Pierre Bonnard e della moglie Marthe nell'arco di cinquant'anni.

## Trama
Il film narra dell'incontro tra Pierre Bonnard, pittore francese nabis, e quella che sarà poi la sua musa, Marthe de Méligny. La ragazza fa inizialmente da modella al pittore, poi tra i due nasce la passione, che li porterà a vivere insieme. Nel corso della storia il pittore cadrà innamorato di una certa Renée, con la quale fuggirà temporaneamente a Roma con il progetto di sposarla, ma alla fine recederà dall'idea, lasciando la ragazza che poi si suiciderà tagliandosi le vene nella vasca da bagno. Al ritorno a Parigi egli sposerà Marthe. Gli ultimi anni il pittore e sua moglie li trascorreranno a Le Cannet, in Costa Azzurra, dove la moglie morirà, dopo aver trascorso gli ultimi anni in uno stato di semipazzia. Nelle ultime sequenze vediamo il pittore dipingere il celebre mandorlo in fiore tanto caro a Marthe, che in una scena precedente ne abbraccia il tronco. 
L'ultima sequenza è un flashback in cui il pittore rivede se stesso giovane quando, nella casa sulla Senna, Marthe lo chiamava e i due, spogliandosi, andavano felici a tuffarsi nel fiume.

## Produzione

### Genesi e sviluppi
Martin Provost afferma di aver ricevuto da sua madre, quando era bambino, una riproduzione di uno dei dipinti di Bonnard raffigurante Marthe, e di averla appesa nella sua camera da letto per poterla ammirare al momento di coricarsi: «C'era qualcosa in quel dipinto, la sua sensualità, la sua stranezza, che mi ha affascinato. Era come una finestra su un altro mondo».
Il suo film è «il ritratto di una coppia che solleva la questione di cosa significhi essere la donna di un pittore», e mostra «l'alchimia tra l'uomo e la donna».

### Riprese
Le riprese non si sono svolte nella casa originale di Bonnard a Le Cannet, poiché Provost la riteneva troppo integrata nella città e desiderava "più spazio e natura": pertanto, ha girato le scene ambientate a Le Cannet presso il Domaine d'Orvès a La Valette-du-Var.
Cécile de France ha elogiato i set del film. Guillaume Schiffman, che aveva già collaborato con Provost su La Bonne Épouse nel 2020, ricopre il ruolo di direttore della fotografia in questo progetto. Il team di produzione comprendeva anche il costumista Pierre-Jean Larroque e il decoratore Jérémie Duchier. I produttori erano François Kraus e Denis Pineau-Valencienne, di Films du Kiosque, che avevano lavorato anche al precedente film di Provost.

## Distribuzione
La prima del film è avvenuta nel maggio 2023 in occasione del Festival di Cannes 2023.
È uscito nelle sale cinematografiche italiane il 16 maggio 2024.